# Hack語言
Hack，一種開源腳本語言，運行在HHVM虛擬機上，主要開發者為Meta Platforms。在2014年3月20日正式發佈。在發佈前，Facebook已經在它的網站上廣泛使用及測試。

## 歷史
主要開發者為Bryan O'Sullivan，Julien Verlaguet與Alok Menghrajani。它的語法接近於PHP，但是同時使用動態型別（dynamic typing）與靜態型別（static typing），這被稱為Gradual Typing。

## 外部連結
- Hack官方網站 （页面存档备份，存于）（英文）